# Corneliu Robe
Corneliu Robe (23 maggio 1908 – Bucarest, 4 gennaio 1969) è stato un calciatore rumeno.

## Carriera
In carriera, Robe giocò per l'Olimpia Bucarest e l'Unirea Tricolor Bucarest, due club della sua città natale.
Fu anche convocato nella  Romania per giocare il Mondiale 1930 nel quale disputò il match contro i futuri campioni del mondo dell'Uruguay.